# Балкашино (Пензенская область)
Балкашино — село в Белинском районе Пензенской области России. Входит в состав Балкашинского сельсовета.

## География
Расположено в 18 км к юго-востоку от районного центра города Белинский, на р. Большой Чембар.

## Население
| 1747  | 1864  | 1877  | 1897  | 1911  | 1926  | 1930  |
| ----- | ----- | ----- | ----- | ----- | ----- | ----- |
| 496   | ↗1000 | ↗1135 | ↗1269 | ↗1671 | ↗1981 | ↗2054 |
| 1939  | 1959  | 1979  | 1989  | 1996  | 2002  | 2010  |
| ↘1405 | ↘688  | ↘596  | ↗616  | ↘582  | ↘557  | ↘470  |

## История
Основано в 1-й половине 18 в. Названо по фамилии помещика Матвея Яковлевича Балкашина. В 1883 г. построена каменная церковь во имя Рождества Христова. Волостной центр Чембарского уезда. После революции центр Балкашинского сельсоветов. Располагались центральные усадьбы колхозов «Свобода» и имени 7-го Конгресса Коминтерна. После 1950-х центральная усадьба колхоза «Вперед».